# Le Châtenet-en-Dognon
Pour les articles homonymes, voir Chatenet (homonymie).
Le Châtenet-en-Dognon est une commune française située dans le département de la Haute-Vienne en région Nouvelle-Aquitaine. Plus précisément, elle se trouve à 24 km au nord-est de Limoges, et à 9 km au nord de Saint-Léonard-de-Noblat, à l'intersection des routes départementales D 56a et D 19.

## Géographie

### Localisation

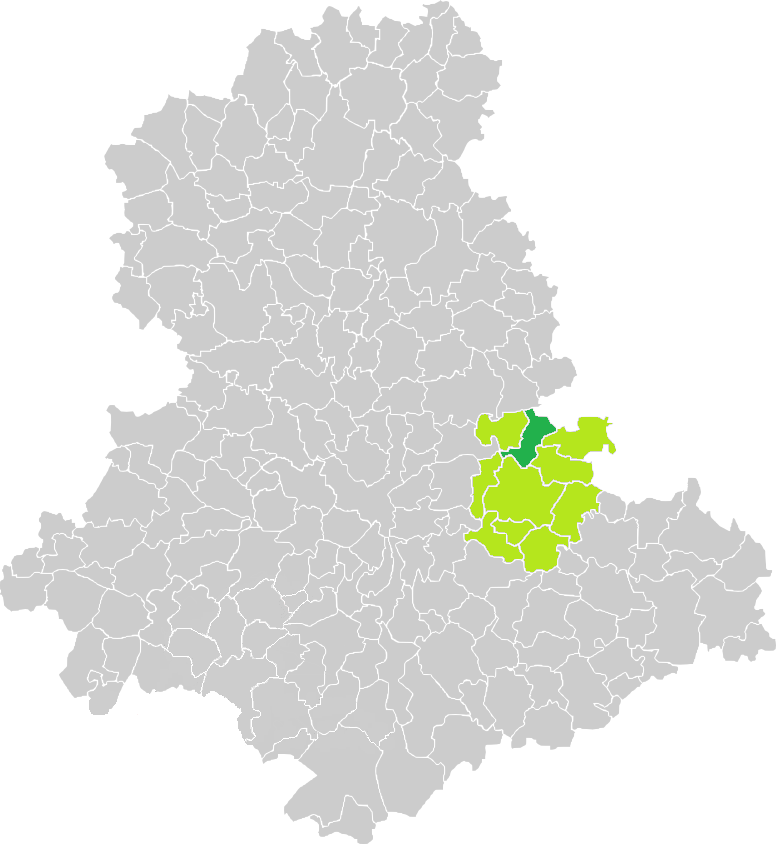
Situation de la commune du Châtenet-en-Dognon en Haute-Vienne.

La commune est limitrophe du département de la Creuse.
|                               | Saint-Laurent-les-Églises | Saint-Martin-Sainte-Catherine (Creuse) |
| Saint-Martin-Terressus        | du Châtenet-en-Dognon     | Sauviat-sur-Vige                       |
| Saint-Priest-Taurion, Royères | Saint-Léonard-de-Noblat   | Moissannes                             |

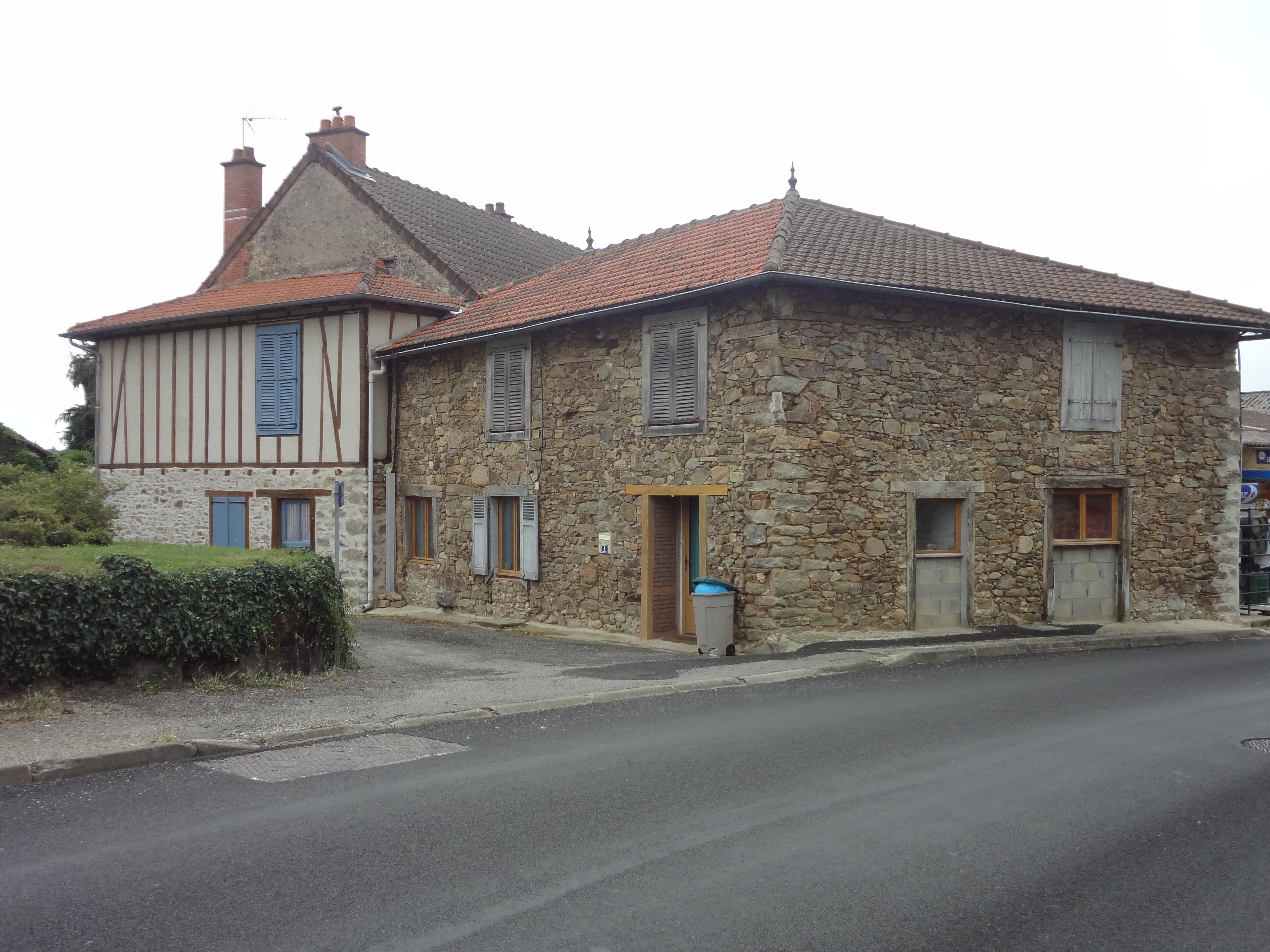
Maisons du village.

Historiquement, le domaine du Dognon se rattache au territoire de la Marche limousine.
La superficie de cette commune est de 2 040 ha (20 km2 environ), les altitudes allant de 298 m à 456 m.

### Climat
Pour des articles plus généraux, voir Climat de la Nouvelle-Aquitaine et Climat de la Haute-Vienne.
Historiquement, la commune est dans une zone de transition entre le climat océanique limousin et le climat montagnard.  
En 2020, Météo-France publie une typologie des climats de la France métropolitaine dans laquelle la commune est dans une zone de transition entre le climat océanique altéré et le climat de montagne et est dans la région climatique  Ouest et nord-ouest du Massif Central, caractérisée par une pluviométrie annuelle de 900 à 1 500 mm, maximale en automne et en hiver.
Pour la période 1971-2000, la température annuelle moyenne est de 10,7 °C, avec une amplitude thermique annuelle de 14,9 °C. Le cumul annuel moyen de précipitations est de 1 083 mm, avec 13,5 jours de précipitations en janvier et 8,1 jours en juillet. Pour la période 1991-2020, la température moyenne annuelle observée sur la station météorologique la plus proche, située sur la commune de Saint-Léger-la-Montagne à 15,33 km à vol d'oiseau, est de 10,4 °C et le cumul annuel moyen de précipitations est de 1 371,7 mm,. Pour l'avenir, les paramètres climatiques de la commune estimés pour 2050 selon différents scénarios d’émission de gaz à effet de serre sont consultables sur un site dédié publié par Météo-France en novembre 2022.

## Urbanisme

### Typologie
Au 1er janvier 2024, Le Châtenet-en-Dognon est catégorisée commune rurale à habitat très dispersé, selon la nouvelle grille communale de densité à sept niveaux définie par l'Insee en 2022.
Elle est située hors unité urbaine. Par ailleurs la commune fait partie de l'aire d'attraction de Limoges, dont elle est une commune de la couronne,. Cette aire, qui regroupe 127 communes, est catégorisée dans les aires de 200 000 à moins de 700 000 habitants,.

### Occupation des sols
L'occupation des sols de la commune, telle qu'elle ressort de la base de données européenne d’occupation biophysique des sols Corine Land Cover (CLC), est marquée par l'importance des territoires agricoles (66 % en 2018), une proportion sensiblement équivalente à celle de 1990 (65,9 %). La répartition détaillée en 2018 est la suivante : 
prairies (35,2 %), forêts (31,6 %), zones agricoles hétérogènes (28,8 %), terres arables (2 %), zones urbanisées (1,4 %), eaux continentales (0,5 %), milieux à végétation arbustive et/ou herbacée (0,4 %). L'évolution de l’occupation des sols de la commune et de ses infrastructures peut être observée sur les différentes représentations cartographiques du territoire : la carte de Cassini (XVIIIe siècle), la carte d'état-major (1820-1866) et les cartes ou photos aériennes de l'IGN pour la période actuelle (1950 à aujourd'hui).

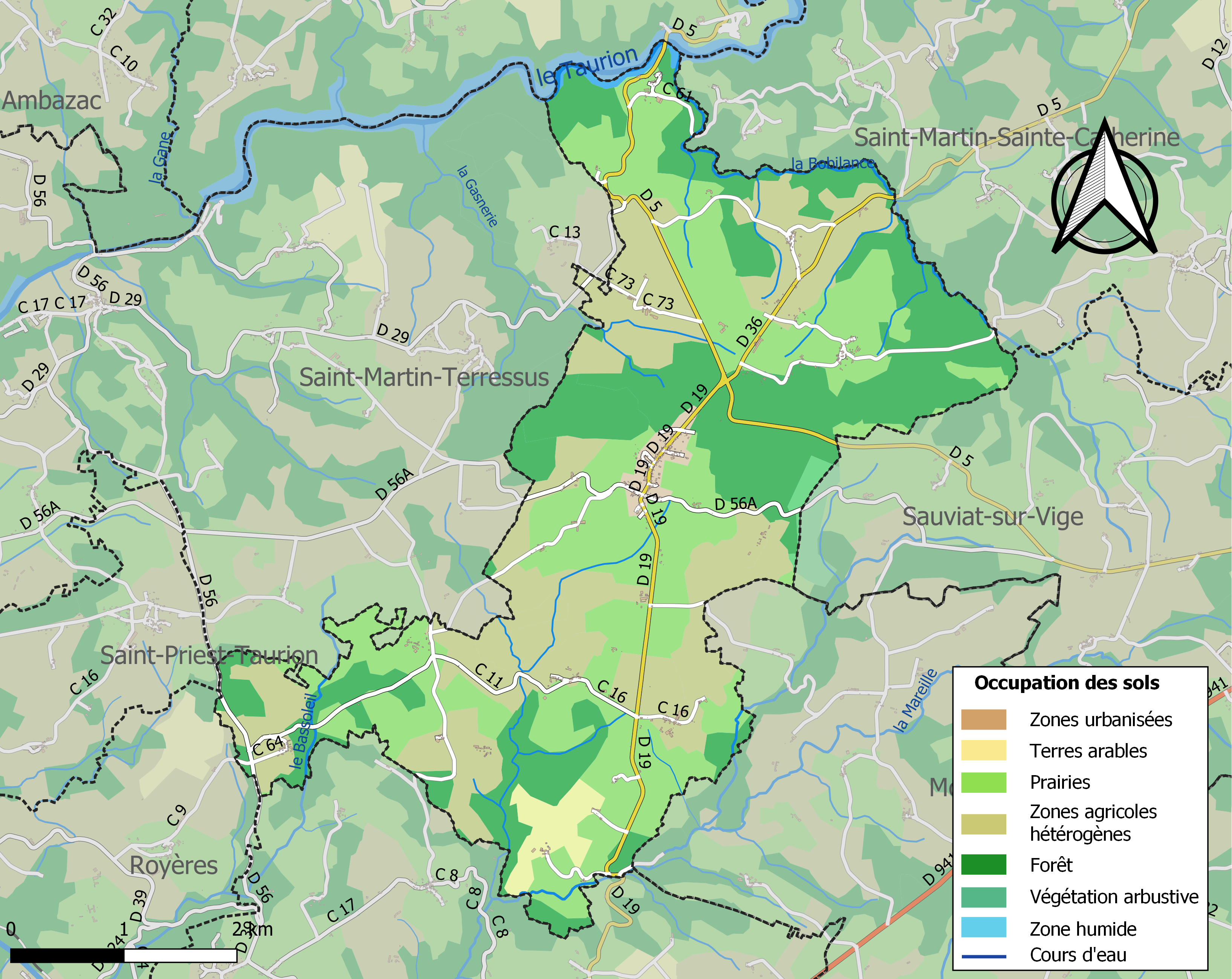
Carte des infrastructures et de l'occupation des sols de la commune en 2018 (CLC).

### Risques majeurs
Le territoire de la commune du Châtenet-en-Dognon est vulnérable à différents aléas naturels : météorologiques (tempête, orage, neige, grand froid, canicule ou sécheresse) et séisme (sismicité faible). Il est également exposé à un risque technologique, la rupture d'un barrage, et à un risque particulier : le risque de radon. Un site publié par le BRGM permet d'évaluer simplement et rapidement les risques d'un bien localisé soit par son adresse soit par le numéro de sa parcelle.

#### Risques naturels

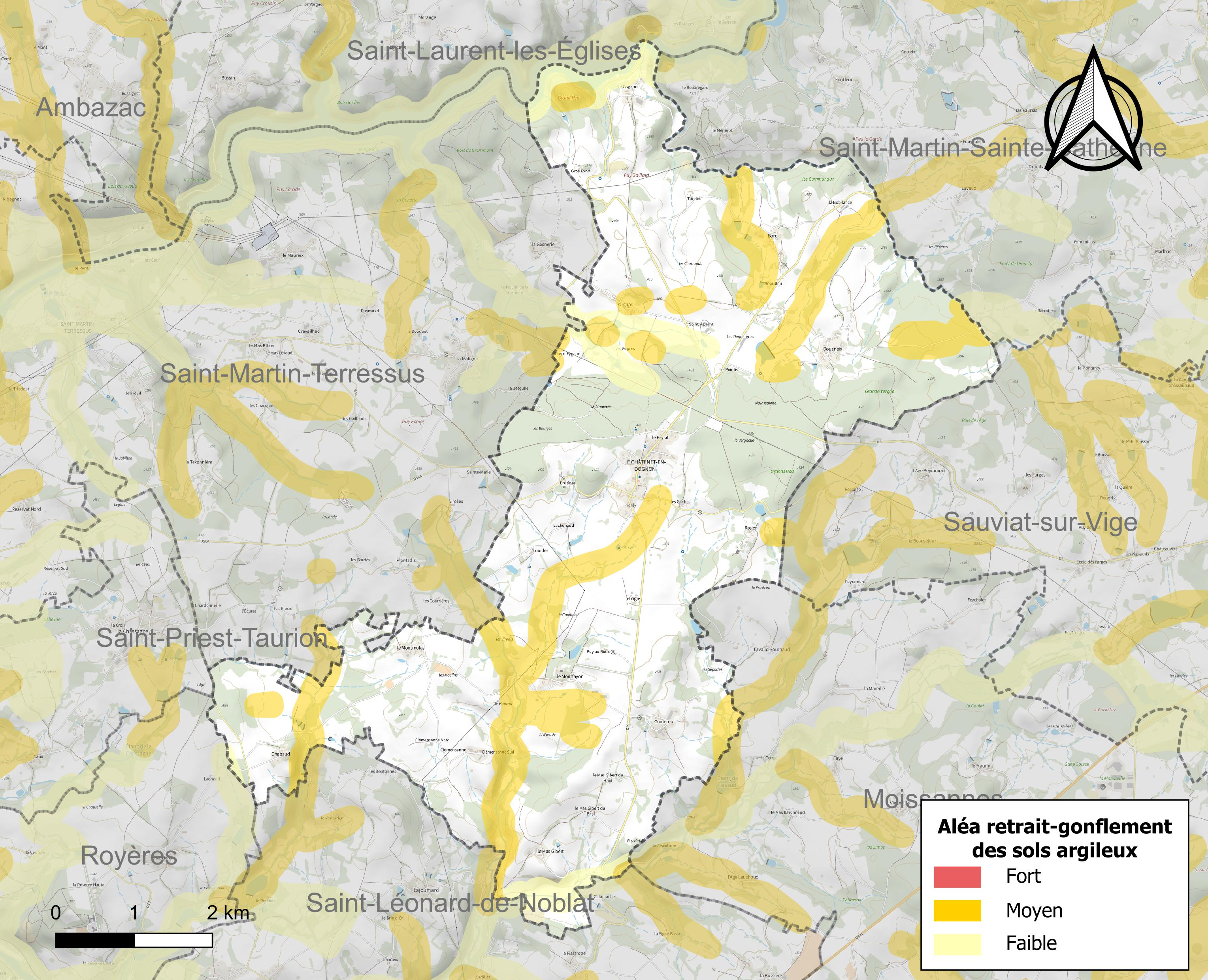
Carte des zones d'aléa retrait-gonflement des sols argileux du Châtenet-en-Dognon.

Le retrait-gonflement des sols argileux est susceptible d'engendrer des dommages importants aux bâtiments en cas d’alternance de périodes de sécheresse et de pluie. 17,2 % de la superficie communale est en aléa moyen ou fort (27 % au niveau départemental et 48,5 % au niveau national métropolitain). Depuis le 1er octobre 2020, en application de la loi ÉLAN, différentes contraintes s'imposent aux vendeurs, maîtres d'ouvrages ou constructeurs de biens situés dans une zone classée en aléa moyen ou fort,.
La commune a été reconnue en état de catastrophe naturelle au titre des dommages causés par les inondations et coulées de boue survenues en 1982 et 1999 et par des mouvements de terrain en 1999.

#### Risque technologique
La commune est en outre située en aval du barrage de Lavaud-Gelade, un ouvrage de classe A situé dans le département de la Creuse et présentant une hauteur de digue de 20,5 m et une capacité maximale de retenue d’eau de 21,4 millions de m3. À ce titre elle est susceptible d’être touchée par l’onde de submersion consécutive à la rupture de cet ouvrage.

#### Risque particulier
Dans plusieurs parties du territoire national, le radon, accumulé dans certains logements ou autres locaux, peut constituer une source significative d’exposition de la population aux rayonnements ionisants. Selon la classification de 2018, la commune du Châtenet-en-Dognon est classée en zone 3, à savoir zone à potentiel radon significatif.

## Toponymie
Le toponyme Dognon, typique du dialecte limousin, se traduit par Donjon en langue d'oïl et provient du latin médiéval Dominium, logis du seigneur ou siège de sa seigneurie. 
En limousin, la langue régionale anciennement parlée localement, le nom de la commune se prononce « Lou Chatenet » et s'écrit ainsi en graphie mistralienne (phonétique) tandis qu'il s'écrit Lo Chastenèt en graphie classique. 

## Histoire

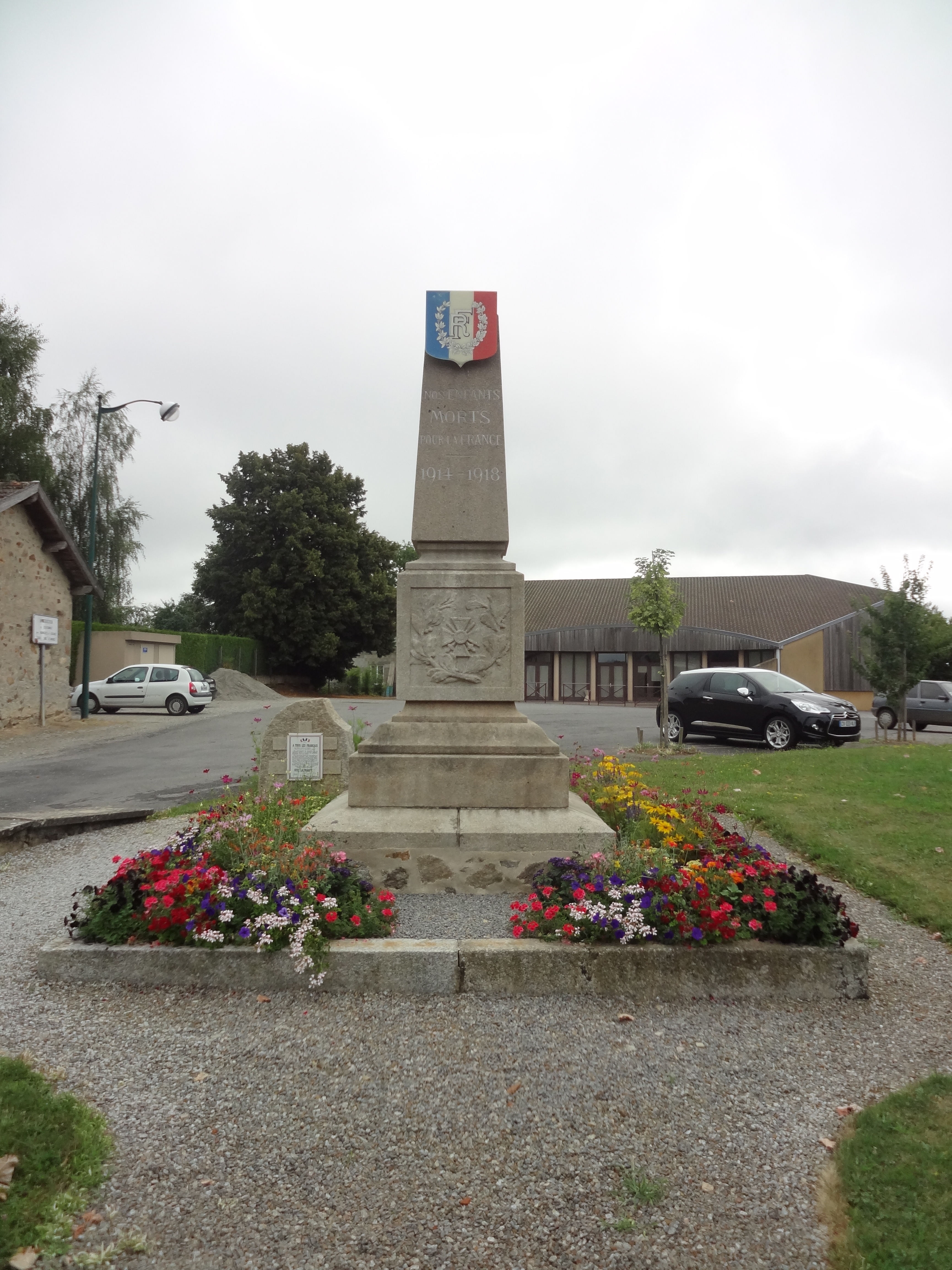
Monument aux morts du Châtenet-en-Dognon.

Le Dognon était le siège d'une châtellenie dans le territoire de laquelle les chanoines de Saint Léonard étaient possessionnés vers 1137. Le prévôt de Paris, Audouin Chauveron, d'origine limougeaude, en fait l'acquisition entre 1381 et 1391 de Jacques de Bourbon-Préaux. Sa fille Marguerite Chauveron, dame du Dognon, en épousant en 1394 Jean II d'Aubusson, seigneur de La Borne, fera passer la châtellenie dans cette illustre Maison.
 
L'église paroissiale date du XIIe ou XIIIe siècle. Son clocher à bulbe, édifié au XVIIe siècle, est assez rare pour la région. Les infrastructures de l'église du Châtenet-en-Dognon sont en cours de restauration : une association travaille actuellement sur ce projet.

## Politique et administration

### Liste des maires
| Période    | Période  | Identité      | Étiquette | Qualité |
| ---------- | -------- | ------------- | --------- | ------- |
| avant 1978 | 1983     | Louis Moreau  | PS        |         |
| 1983       | 2014     | Hervé Valadas | PS        |         |
| 2014       | 2020     | Roger Cledat  |           |         |
| 2020       | En cours | Hervé Valadas | PS        |         |

## Démographie
L'évolution du nombre d'habitants est connue à travers les recensements de la population effectués dans la commune depuis 1793. Pour les communes de moins de 10 000 habitants, une enquête de recensement portant sur toute la population est réalisée tous les cinq ans, les populations de référence des années intermédiaires étant quant à elles estimées par interpolation ou extrapolation. Pour la commune, le premier recensement exhaustif entrant dans le cadre du nouveau dispositif a été réalisé en 2007.

En 2022, la commune comptait 399 habitants, en évolution de +0,25 % par rapport à 2016 (Haute-Vienne : −0,68 %, France hors Mayotte : +2,11 %).
| 1793 | 1800 | 1806 | 1821 | 1831 | 1836 | 1841 | 1846 | 1851 |
| ---- | ---- | ---- | ---- | ---- | ---- | ---- | ---- | ---- |
| 612  | 617  | 560  | 658  | 682  | 683  | 730  | 764  | 773  |

| 1856 | 1861 | 1866 | 1872 | 1876 | 1881 | 1886 | 1891 | 1896 |
| ---- | ---- | ---- | ---- | ---- | ---- | ---- | ---- | ---- |
| 703  | 653  | 676  | 704  | 756  | 740  | 754  | 777  | 748  |

| 1901 | 1906 | 1911 | 1921 | 1926 | 1931 | 1936 | 1946 | 1954 |
| ---- | ---- | ---- | ---- | ---- | ---- | ---- | ---- | ---- |
| 720  | 747  | 761  | 676  | 612  | 563  | 558  | 591  | 559  |

| 1962 | 1968 | 1975 | 1982 | 1990 | 1999 | 2006 | 2007 | 2012 |
| ---- | ---- | ---- | ---- | ---- | ---- | ---- | ---- | ---- |
| 530  | 498  | 446  | 412  | 437  | 424  | 414  | 412  | 418  |

| 2017 | 2022 | - | - | - | - | - | - | - |
| ---- | ---- | - | - | - | - | - | - | - |
| 393  | 399  | - | - | - | - | - | - | - |

On peut relever des chiffres nettement supérieurs durant les siècles précédents : 612 en 1790 et un maximum de 777 en 1891.

## Culture locale et patrimoine

### Lieux et monuments
- Église de la Nativité-de-la-Vierge du Châtenet-en-Dognon
- Extrait de "Armoiries sur vitraux en Limousin, par M. J. Boulaud " (extr. du Bulletin de la Société arch. et hist. du Limousin, tome LXXX). 1943. Page 352) : "Châtenet-en-Dognon. Eglise. — Au vitrail de la chapelle Saint-Jean, écu d'azur au chevron d'or acc. de trois roues de Sainte Catherine de même, à l'épée nue d'argent en pal, la pointe en haut, brochant sur le chevron, couronne de comte [de Gentil de Rosier. Cf. J. Boulaud, Brutine et ses seigneurs,1937]. Autre vitrail, don des Duléry de Peyramont et Baillot d'Etivaux, sans leurs armes."

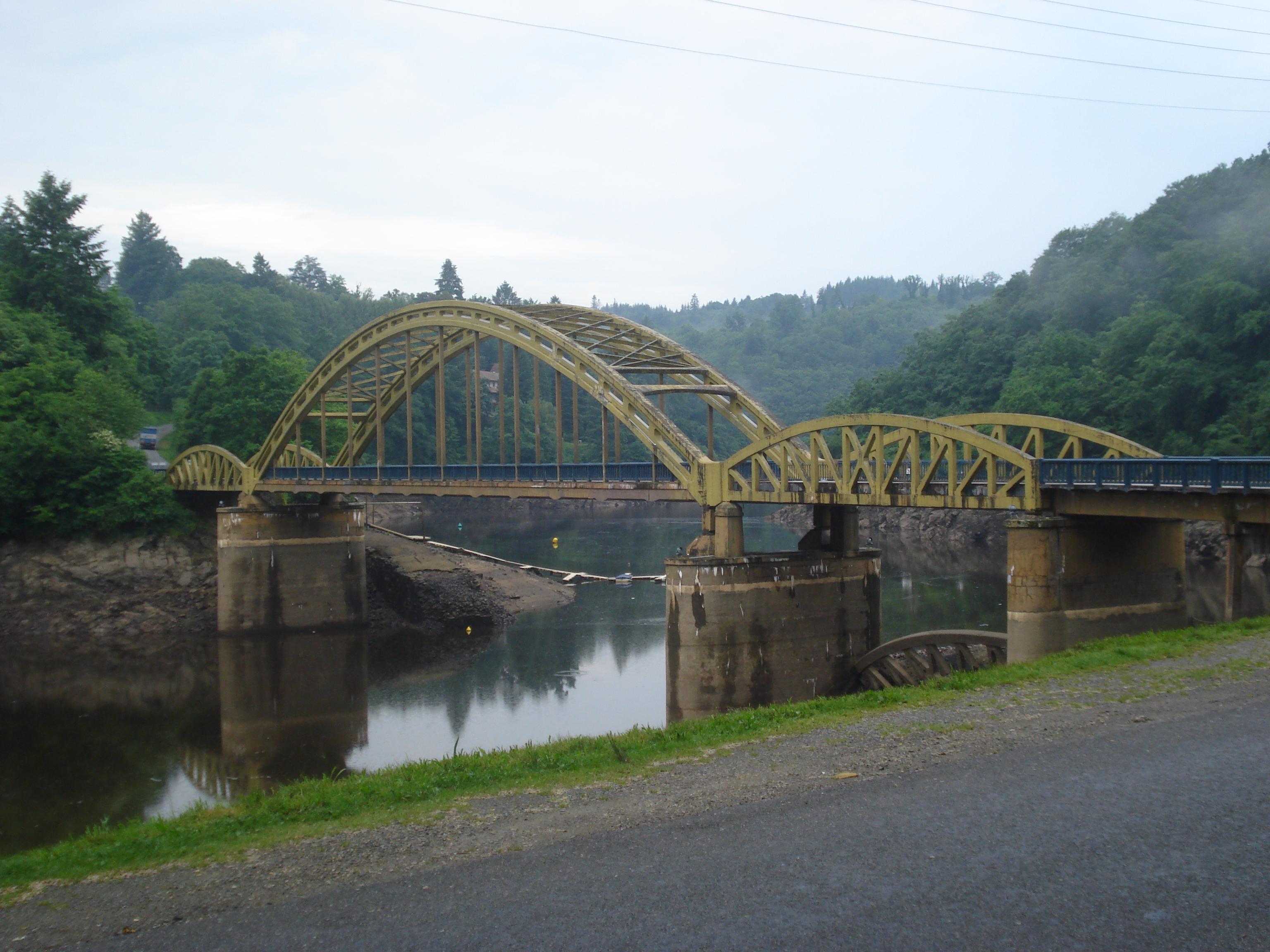
Pont du Dognon sur le Taurion.

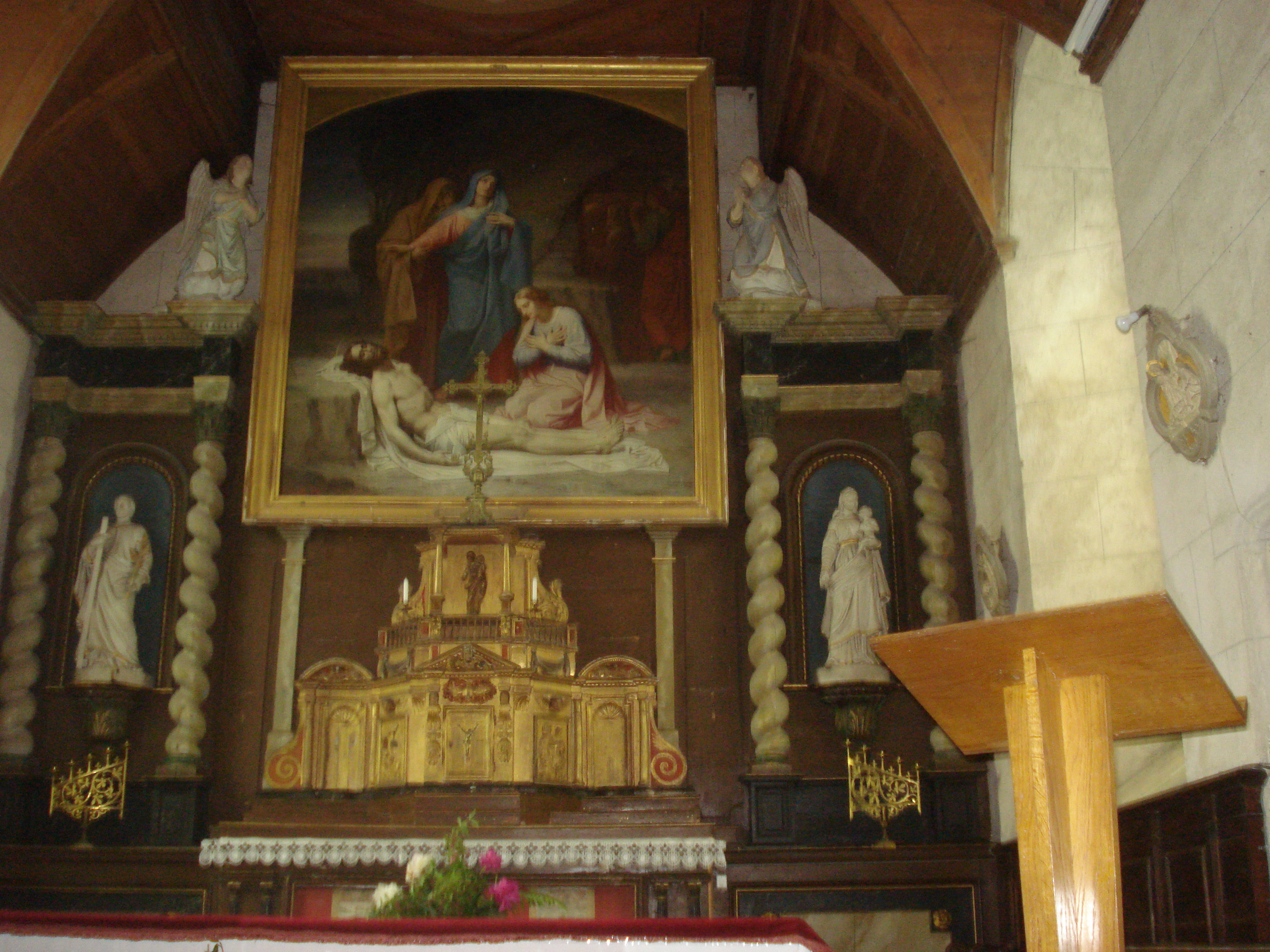
L'autel de l'église de Châtenet-en-Dognon, "Stabat Mater" (1844) de Victor Casimir Zier, don de Napoléon III (1869)[28].
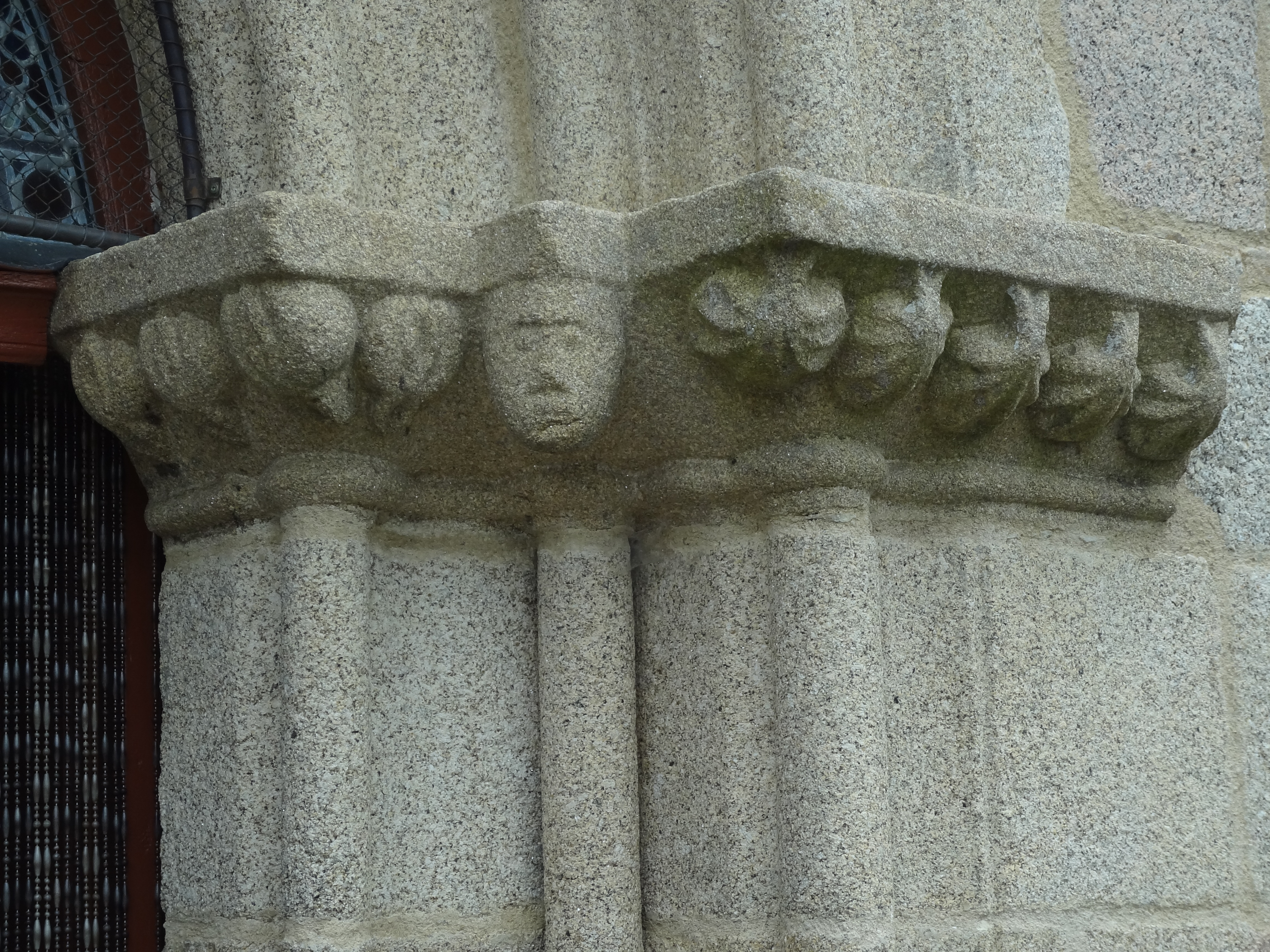
Les modillons sud du portail.
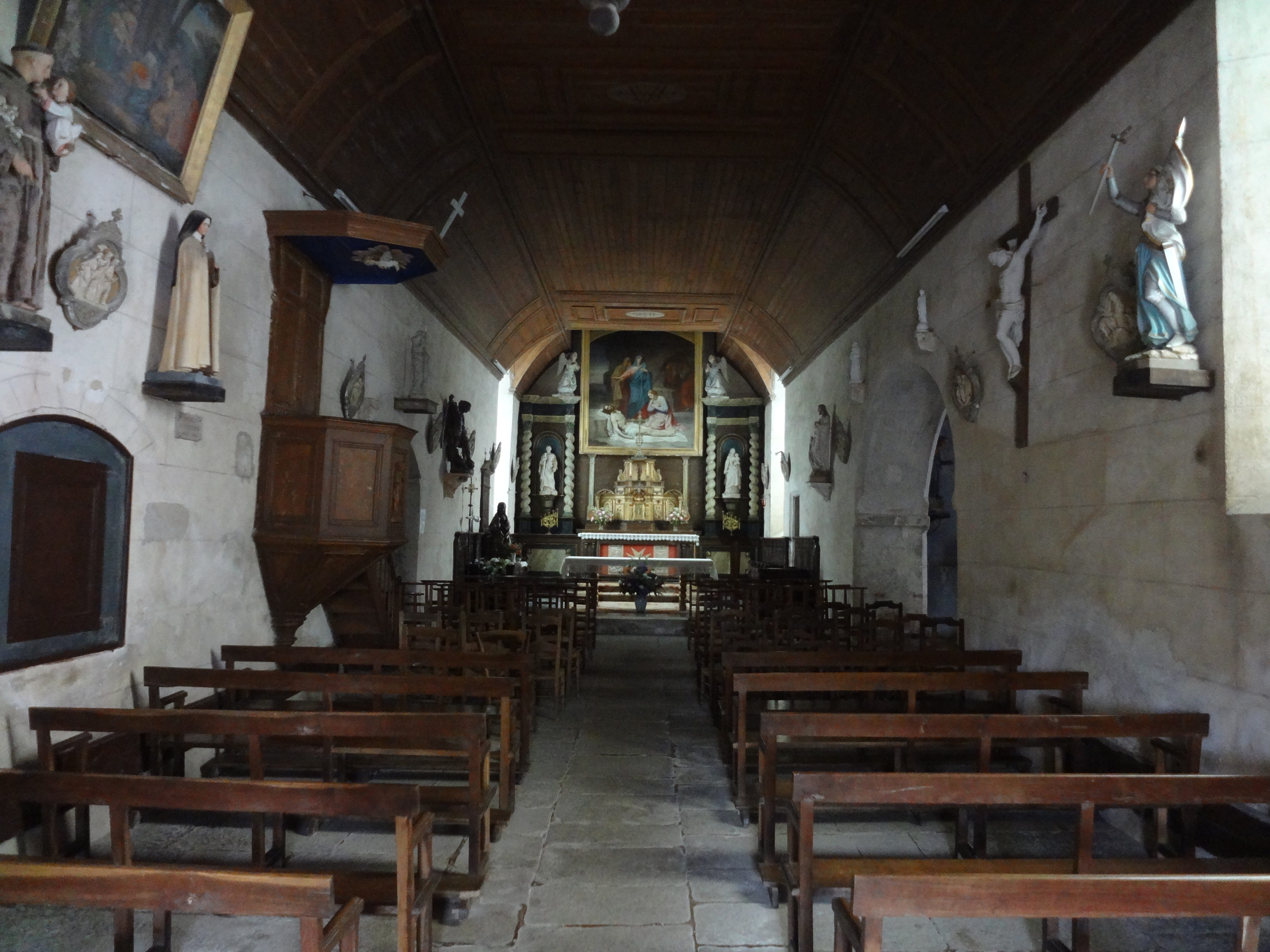
Nef de l’église.
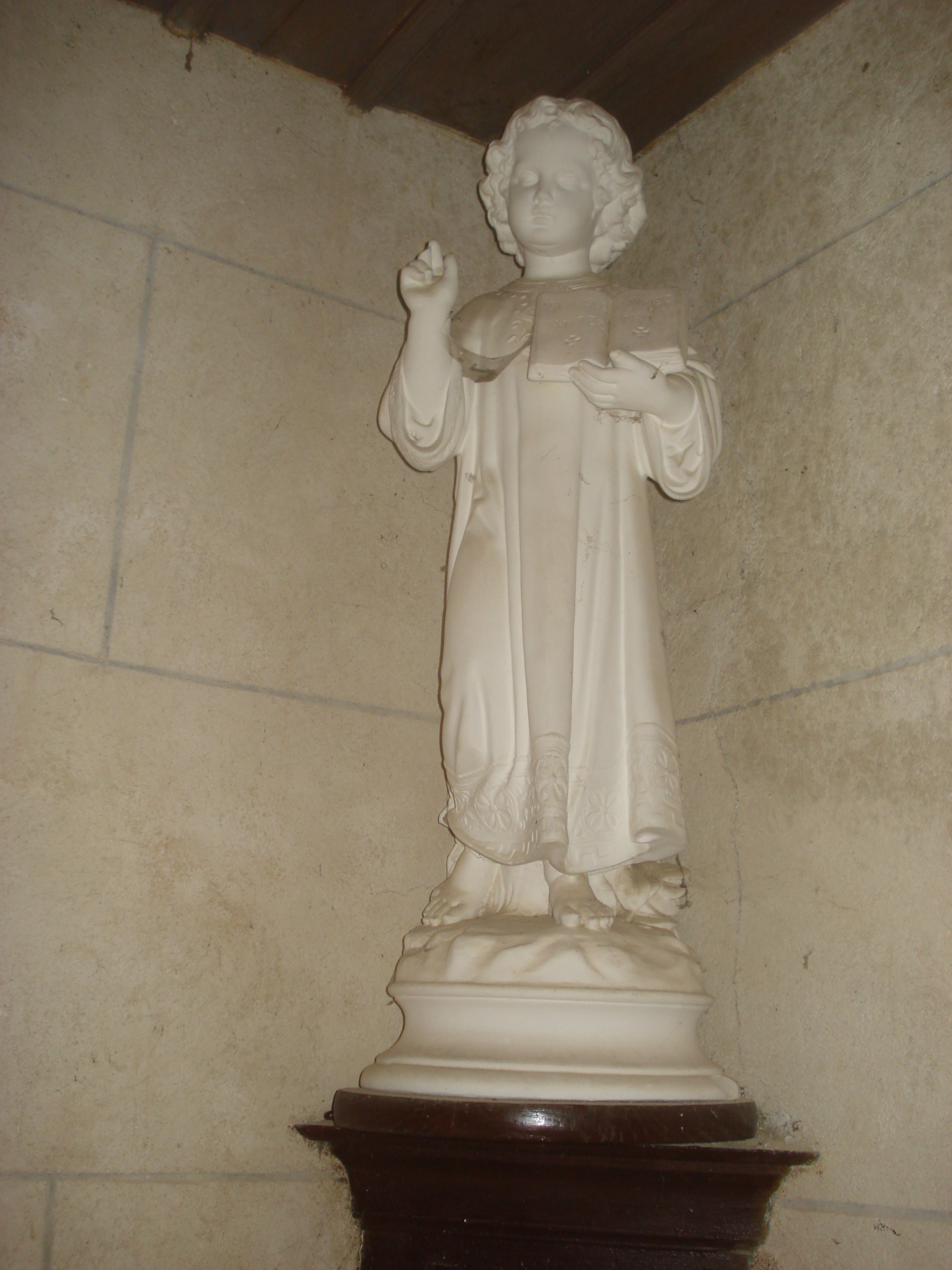
Statue de l’Enfant Jésus dans l’église.
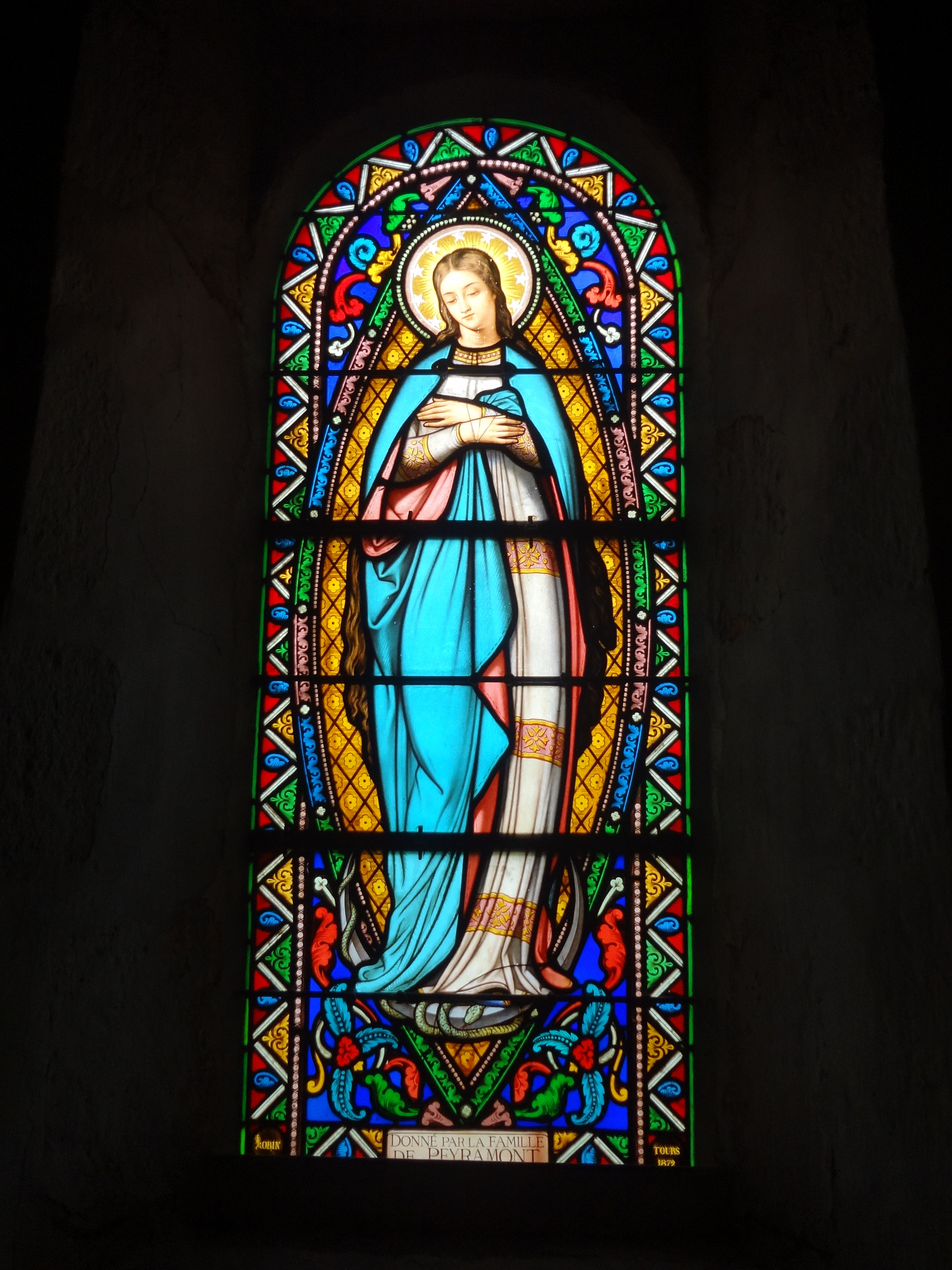
Vitrail de la Vierge (chapelle sud), daté de 1872.

Une petite colline dominant le village du Dognon et la vallée du Taurion, est en réalité une "motte féodale", siège surélevé d'un château fort construit de granit et de bois aux environs de l'an 1000. Ce lieu a donné une partie de son nom à la commune (Dognon vient de "donjon" (donhon en occitan). Il n'en reste rien d'autre que cette hauteur qui ressemble fort à une énorme fourmilière.
Le territoire communal est traversé du nord au sud par la « voie limousine » des chemins de Compostelle (du Dognon jusqu'à Clémensanes).

### Héraldique
Pour un article plus général, voir Armorial des communes de la Haute-Vienne.
| Blason de Châtenet-en-Dognon (Le) | Blason  | Coupé : au 1er de gueules à un donjon d'or maçonné, ajouré et ouvert de sable, au 2d d'argent à un châtaignier de sinople fruité d'or. |
| Blason de Châtenet-en-Dognon (Le) | Détails | Armes allusives (Châtenet : châtaignier et Dognon : donjon). Adopté en 1941. Auteur(s)Commission héraldique de la Haute-Vienne.        |

## Pour approfondir